# Вајблинген
Вајблинген (њем. Waiblingen) град је у њемачкој савезној држави Баден-Виртемберг. Једно је од 31 општинског средишта округа Ремс-Мур. Према процјени из 2010. у граду је живјело 52.845 становника. Посједује регионалну шифру (AGS) 8119079.

## Географски и демографски подаци
Вајблинген се налази у савезној држави Баден-Виртемберг у округу Ремс-Мур. Град се налази на надморској висини од 230 метара. Површина општине износи 42,8 km². У самом граду је, према процјени из 2010. године, живјело 52.845 становника. Просјечна густина становништва износи 1.236 становника/km².

## Међународна сарадња
| Мјесто     | Држава               | Врста сарадње | Од    |
| ---------- | -------------------- | ------------- | ----- |
| Саутемптон | Уједињено Краљевство | партнерство   | 1991. |
| Дмитров    | Русија               | партнерство   | 1991. |
| Барања     | Мађарска             | партнерство   | 1991. |
| Извор      |                      |               |       |